# Ezio Leonardi
Ezio Leonardi (Mezzomerico, 25 luglio 1929 – 1º maggio 2025) è stato un politico italiano.

## Biografia
Esponente piemontese della Democrazia Cristiana, dal 1970 al 1978 fu sindaco di Novara.
Nel 1987 venne eletto senatore della Repubblica, restando in carica per due legislature, fino al 1994.
Nel 1990 fu eletto consigliere comunale a Mezzomerico.
Ezio Leonardi è morto nel 2025.

## Vita privata
Era sposato con Lidia Perucchini, morta nel 2018, da cui ebbe i figli Paolo e Massimo.